# Núi Đối
Núi Đối là thị trấn huyện lỵ của huyện Kiến Thụy, thành phố Hải Phòng, Việt Nam.

## Địa lý
Tên của thị trấn được đặt theo tên núi Đối, núi Đối gồm hai ngọn nằm ngay trung tâm thị trấn. Sở dĩ có tên là núi Đối vì hai ngọn núi nằm ở vị trí đối diện nhau và cao xấp xỉ nhau. Hiện trên núi còn lưu giữ nhiều di tích kháng chiến như hầm, lô cốt, hào lũy... Đứng trên đỉnh núi Đối có thể nhìn được toàn cảnh thị trấn và sông Đa Độ uốn lượn. Dưới chân núi có chùa Khánh Đối. Núi Đối được phủ xanh bởi một khu rừng đặc dụng gồm thông và keo tai tượng. Nhiều loài động vật như cáo, vượn bạc má, chồn... đã được người dân xung quanh núi Đối bắt được.
Thị trấn Núi Đối có diện tích 1,12 km², dân số là 3.395 người, nằm dọc theo hai bên bờ sông Đa Độ. Có một con đường bắc ngang qua sông nối liền hai phía của thị trấn, gọi là đường Tắc Giang. Thị trấn còn có công viên Dương Kinh nằm bên sông Đa Độ.

## Lịch sử
Thị trấn Núi Đối được thành lập vào ngày 14/2/1987 theo Quyết định 33C/HĐBT của Hội đồng bộ trưởng, trên cơ sở một phần diện tích và dân số của 2 xã Thanh Sơn và Minh Tân (trước đây là phố Thọ Xuân, xã Thanh Sơn, huyện lỵ của huyện Kiến Thụy).
Tên của thị trấn được lấy theo tên hai ngọn núi nằm đối nhau bên sông Đa Độ ở ngay trung tâm của huyện.

## Hành chính
Thị trấn Núi Đối được chia thành 4 tiểu khu: Cầu Đen, Thọ Xuân, Cẩm Xuân, Hồ Sen.